# Ataxia nivisparsa
Ataxia nivisparsa là một loài bọ cánh cứng trong họ Cerambycidae.